# Joseph Luce de Casabianca
Joseph Luce de Casabianca, né le 27 novembre 1847 à Bastia (Haute-Corse) et décédé le 3 février 1920 à Nice (Alpes-Maritimes), est un homme politique français.
Petit-neveu du conventionnel Luce de Casabianca, il est conseiller général du canton de Campitello en 1886 et député de la Corse de 1893 à 1898, inscrit au groupe de la Gauche radicale.

## Sources
- « Joseph Luce de Casabianca », dans le Dictionnaire des parlementaires français (1889-1940), sous la direction de Jean Jolly, PUF, 1960 [détail de l’édition]
- « Joseph Luce de Casabianca », sur Sycomore, base de données des députés de l'Assemblée nationale